# Cortinarius clelandii
Cortinárius clelándii (лат.) — гриб семейства Паутинниковые (Cortinariaceae). Включён в подрод Dermocybe рода Cortinarius.

## Таксономия и название
Cortinarius clelandii назван в честь сэра Джона Бертона Клиленда (1878—1971), впервые описавшего данный вид под названием C. subcinnamomeus.
Следующие названия являются таксономическими синонимами C. clelandii:
- Cortinarius subcinnamomeus Cleland, 1928, nom. illeg.
- Dermocybe clelandii (A.H. Sm.) Grgur., 1997

## Описание
- Шляпка обычно не превышает 6 см в диаметре, выпуклой формы, у молодых грибов с подвёрнутым, затем приподнятым, волнистым краем, с сухой волокнистой поверхностью, окрашенной в тёмные жёлто-коричневые тона, затем темнеющая до красно-коричневой, в центре с возрастом становится почти чёрной.
- Гименофор пластинчатый, пластинки с выраженной выемкой, приросшие к ножке, довольно частые, у молодых грибов горчично-жёлтого цвета, с возрастом темнеющие до жёлто-бурых.
- Ножка до 7,5 см высотой, до 1,3 см толщиной, тонкая или мясистая, с бульбовидным утолщением в основании, волокнистая и разлинованная, полая. Кортина паутинистая, светло-жёлтого цвета.
- Мякоть желтоватого цвета.
- Споровый порошок ржаво-коричневого цвета. Споры 8—10,5×6,5—8,5 мкм, широкоэллиптической, реже эллиптической или почти шаровидной формы, со слегка бородавчатой поверхностью, светло-коричневые. Базидии четырёхспоровые, булавовидной формы, 24—36×8—10 мкм. Цистиды отсутствуют. Гифы с пряжками. Трама пластинок состоит из субпараллельных, слабо переплетённых, цилиндрических или вздутых, неокрашенных или красноватых гиф.
- Токсические свойства Cortinarius clelandii не изучены.

## Экология и ареал
Произрастает в Южной Австралии. Также является единственным видом рода, произрастающим на Гавайских островах.